# 沃爾科特 (紐約州)
沃爾科特（英語：Wolcott）是一個位於美國紐約州韋恩縣的鎮。

## 人口
根據2020年美國人口普查的數據，沃爾科特的面積為103.47平方千米，當中陸地面積為101.14平方千米，而水域面積為2.33平方千米。當地共有人口4002人，而人口密度為每平方千米39人。